# La Justice et la Vengeance divine poursuivant le Crime
La Justice et la Vengeance divine poursuivant le Crime est une huile sur toile de Pierre-Paul Prud'hon réalisée entre 1804 et 1806.
Ce tableau a été créé à la suite d'une commande de Nicolas Frochot, préfet de la Seine sous le Premier Empire qui le destinait à orner la salle du tribunal criminel du Palais de Justice de Paris. Le tableau est actuellement au musée du Louvre à Paris.

## Historique
En 1804, le préfet de la Seine Nicolas Frochot, nommé par Napoléon Bonaparte passe commande au peintre Prud'hon d'un tableau destiné à décorer la salle du tribunal criminel — équivalent de l'actuelle cour d’assises —, au Palais de Justice de Paris.
L’artiste conçoit dès lors deux projets mettant en scène les quatre mêmes figures : Thémis, la Justice, Némésis, la Vengeance divine, le Crime, la Victime. C’est la seconde proposition considérée alors comme étant d'une rare éloquence dramatique, qui est retenue.

## Description de l'œuvre
Trois des quatre personnages du tableau sont en mouvement, le quatrième est inanimé sur le sol. Ils sont éclairés par la lumière de la Lune donnant un aspect assez sombre à l'ensemble. La Justice et la Vengeance divine sont représentées par de grands personnages ailés, associées dans la poursuite du Crime représenté par un homme à pied qui s'enfuit en courant devant elles.
La Justice, à l'aspect serein, tient une balance repliée, signifiant que l'affaire est jugée et brandit le glaive pour frapper le personnage à pied. Par opposition, les cheveux flottants et la bouche de la Vengeance divine qui s'apprête à saisir le coupable (et dont une main tient une torche), traduisent une forte colère.
Le Crime est représenté par un homme d'âge mur tenant un poignard et une bourse et qui se retourne dans sa fuite. La victime est représentée par jeune homme allongé nu sur le sol, les bras étendus qui donne une impression de fragilité et d'innocence.

## Réplique du tableau
Une réplique de ce tableau, commandée au peintre par le richissime amateur italien Gian Battista Sommariva, grand collectionneur de peinture française, est plus léger de touche et nettement plus clair que l'exemplaire conservé au musée du Louvre.

## Accueil
L'ébauche du tableau est achevée en 1806 et celui-ci est exposé au Salon de 1808. À cette occasion, Napoléon Ier décore Pierre-Paul Prud'hon de la Légion d'honneur.